# Robert Bárány
Robert Bárány (Wenen, 22 april 1876 – Uppsala, 8 april 1936) was een Oostenrijks medicus van Hongaars-joodse afkomst. Voor zijn werk aan de fysiologie en pathologie van de half-cirkelvormige kanalen van het oor kreeg hij in 1914 de Nobelprijs voor de Fysiologie of Geneeskunde.

## Biografie
De in Wenen geboren Bárány was de zoon en oudste van zes kinderen van Ignaz Bárány en Maria Hock Bárány. Dankzij zijn moeder, de dochter van de Praagse wetenschapper Simon Hock, ontwikkelde hij een voorliefde voor de wetenschap. Zijn interesse voor de geneeskunde ontstond toen hij als kind tuberculose opliep. Hij studeerde vanaf 1894 geneeskunde aan de Universiteit van Wenen, en promoveerde in 1900. Voor twee jaar studeerde hij interne geneeskunde, neurologie en psychiatrie aan klinieken in Frankfurt, Heidelberg en Freiburg. Aansluitend keerde hij terug naar Wenen waar hij in 1903 arts werd in een oorkliniek.
Als arts in Wenen spoot Bárány vloeistof in het binnenoor van een patiënt om duizeligheid op te heffen. De patiënt voelde vertigo en nystagmus (onvrijwillige oogbeweging) toen Bárány te koude vloeistof inspoot. Hierop verwarmde hij de vloeistof en de patiënt voelde nystagmus in de andere richting. Bárány dacht dat de endolymfe zonk als het koud was en opsteeg bij warmte, en dat zodoende de richting van de stroom van het endolymfe het proprioceptieve signaal aan het vestibulair orgaan gaf. Hij vervolgde deze observatie met een serie experimenten op wat hij calorische reactie noemde. Het onderzoek dat uit deze waarnemingen kwam maakte chirurgische behandeling van ziekten van het vestibulair orgaan mogelijk. Bárány onderzocht ook andere aspecten van evenwichtscontrole, met inbegripo de functie van de kleine hersenen (cerebellum).
Hij diende in de Eerste Wereldoorlog in het Oostenrijkse leger en werd door de Russen gevangengenomen. Toen hem in 1914 de Nobelprijs werd toegekend was hij Russisch krijgsgevangene. Na onderhandelingen gevoerd door prins Karel van Zweden en het Rode Kruis werd hij in 1916 vrijgelaten. Hij kon de Nobel-ceremonie in 1916 meemaken, waar hij zijn prijs kreeg. Naar aanleiding van de controverse over hem rondom de toekenning van de Nobelprijs liet hij in 1917 Oostenrijk achter zich en was tot zijn dood in 1936 hoogleraar aan de Universiteit van Uppsala.
In 1925 ontwikkelde Bárány een chirugische techniek voor de behandeling van chronische bijholteontsteking. Voor dit werk werd hij onderscheiden met de Jubilee-medaille van de Zweedse Sociteit van Medicijnen in 1925. Tussen zijn talrijke andere prijzen waren de Belgische Academie van Wetenschappenprijs, de ERB medaille van de Duitse Neurologische Sociteit en de Guyotprijs van de Universiteit van Gottingen.
Bárány was gehuwd met Ida Felicitas Berger, uit het huwelijk werd drie kinderen geboren die allen arts of medisch wetenschapper werden. Hun oudste zoon, Ernst, werd hoogleraar farmacologie in Uppsala, hun tweede zoon, Franz, hoogleraar interne geneeskunde in Stockholm en dochter Ingrid werd psychiater in Cambridge, Massachusetts.